# David Pakman Show
The David Pakman Show (TDPS), ursprungligen Midweek Politics with David Pakman, är en vänsterlutande/progressiv/amerikanskt liberal politisk talkshow, eller nyhetsinfluerad opinionsbildning, som sänds på TV, radio och Internet, och med David Pakman i centrum. Programmet hade premiär i augusti 2005 på WXOJ-LP, en lokal radiostation i Northampton, Massachusetts.

## Historik

### AsMidweek Politics with David Pakman
Pakman startade denna radioversion av programmet vid 21 års ålder, parallellt med en praktik på Media Education Foundation.